# ホリプロコム
株式会社ホリプロコム（英: HoriPro com）は、日本の芸能事務所。株式会社ホリプロ・グループ・ホールディングスの完全子会社。

## 概要
2003年、お笑いタレント事務所であった「M2カンパニー」をホリプロが完全子会社化して設立。なお、M2カンパニーはもともとは渡辺正行の主宰する芸人のサークルのようなもので、渡辺の個人事務所なべやと兄弟のような関係だった。
長らく男性タレントのみが所属していたが、2011年にホリプロの女性お笑いタレント（『ホリプロお笑いジェンヌ』と称されている）も全員ホリプロコムに移籍している。ホリプロのお笑い部門としての色が強く、当社所属のタレントはホリプロ本体でも同列に扱われている。
なお過去の経緯から、ホリプロ生え抜きのイジリー岡田、伊集院光（1993年、星企画からホリプロに移籍）、さまぁ〜ず、つぶやきシロー、アリtoキリギリスは当社に移籍せずホリプロ所属のままとなっている。また当社所属タレント（既に解散・引退・移籍した者も含む）のうち旧M2カンパニー組はX-GUN、バナナマン、スピードワゴン、底ぬけAIR-LINE、天然超ズ脳、ジェット☆キッズ、ライオンヘッド、自然隊、できたくん（Aランチ）、末高斗夢、ワイルド、メロンソーダ、阿部今田、女性芸人のくりきんとん、坪井志津香（アンジャッシュ・児嶋一哉夫人）らで、それ以外は全てホリプロ本社からの移籍組かホリプロコムになってから入った者である。
初代社長の宮原匡彦は元々M2カンパニーの社長だった。ホリプロコム設立の際、三村マサカズ（さまぁ～ず）は社長に呼ばれ、「子会社を作ることになったけど、どうかな」と感想を求められていたという。
現在は業務提携の形でタレント・文化人のマネジメントにも乗り出しており、古くから交友のある渡辺正行のマネジメントも行っている。ものまねタレントの発掘にも力を入れており、2023年8月現在18名が所属している。

## 沿革
- 1994年 - 「有限会社エムツーカンパニー」設立
- 2003年 - ホリプロに完全子会社化され、「株式会社ホリプロコム」に商号変更
- 2011年 - ホリプロ所属だった女性お笑い芸人が当社所属に変更

## 開催システム
月に1度開催される「ホリプロコムライブ」（2023年3月までの名称は「ホリプロお笑いライブ」）が主である。所属芸人のランクで区分された「GOLD」「SILVER」「WHITE」（2023年3月までは「ゴールドプレート」「シルバープレート」「ホワイトプレート」）の3つがあり、毎回の観客と審査員からの投票によってランクが決められる（原則としてそれぞれのランクで上位の数組が昇格し、下位の数組が降格となる）システムである。2014年10月にシステムが変更されており、それまでは「ホリプロお笑いライブ」「ホリプロお笑いライブNEXT」「ホリプロお笑いライブネオ」の3つで、明治安田生命ホールで開催されておりランク変動も1開催ごとだった。システム変更に際して会場も新宿バティオスに変更され、ランク変動は3開催単位となった。また2015年5月から2017年12月までは、これらに加えて格安料金の「ホリプロお笑いライブ〜賄い〜」が開催されていた。最下級の「ホリプロお笑いライブネオ」と「ホワイトプレート」及び「賄い」はアマチュアや養成所在籍中のいわば「芸人の卵」たちにも出演資格があり、ここで高評価を得られればホリプロコムに所属できる可能性もあるという若手発掘の場である。また最上級の「ホリプロお笑いライブ」と「ゴールドプレート」にはランキング対象者とは別に、所属芸人のうち中堅・ベテランクラスが出演する「レギュラーメンバー枠」があり、さらに「ゴールドプレート」と「シルバープレート」には他事務所芸人の出演するゲスト枠がある。2018年1月開催分からは「賄い」の廃止に伴い「ホワイトプレート」のシステムが変更され、毎回開催前に「ホワイトプレート」ランクの芸人たちが事務所内のオーディションに参加し、その回のバトルコーナーに出演する10組とショートネタコーナーに出演する5組を決める形になった。
この他には所属芸人の単独ライブやスペシャルライブがあり、毎年8月開催分は「ホリプロお笑い夏祭りスペシャル」として特別なライブが開催され、ベテラン・中堅・若手と多数のホリプロ芸人たちが集結する一大イベントとなっている。特に2006年以降は複数組の芸人によるユニットでのコラボネタ大会や漫才・コント・ピンネタのジャンル別No.1決定戦など、様々な趣向が凝らされている。
- 2006〜2009年：ホリプロお笑いコラボネタNo.1決定戦　ストロング混合
- 2011年：ホリプロお笑い夏祭りスペシャル・ジャンル別No.1決定戦!
- 2012年：ホリプロお笑い夏祭りスペシャル・コムリンピック〜真夏の20万円争奪選手権〜
- 2013年：ホリプロお笑い夏祭りスペシャル・帰ってきたストロング混合
- 2014〜2017年：ホリプロお笑い夏祭りスペシャル・ホリプロガチバトル
- 2018年：ホリプロお笑いライブ夏スペシャル2018・あのネタを笑うのはあなた
- 2023年：HORIPRO COM LIVE -SUMMER SPECIAL 2023-

さらに、2017年4月からは月1回の「宿題ネタライブ」が開催されている。内容は、ホリプロコムの所属芸人に毎月テーマに沿った「宿題」を出してそれに沿ったネタを作らせ、事務所内オーディションを行ってライブの出演者を決めるという物。つまり、芸人たちが毎回ライブ出演を賭けて宿題に挑むシステムである。

## 所属タレント

### 男性タレント
グループ
- X-GUN（西尾季隆・さがね正裕）
- バナナマン（設楽統・日村勇紀）
- スピードワゴン（井戸田潤・小沢一敬）
- 号泣（島田秀平・赤岡典明）
- 江戸むらさき（野村浩二）[4]
- ザ・たっち（たくや・かずや）
- 磁石（佐々木優介・永沢たかし）
- ななめ45°（岡安章介・土谷隼人・下池輝明）
- オキシジェン（三好博道・田中知史）
- きつね（大津広次・淡路幸誠）
- さんだる（堀内将人・宗洸志）
- 観音日和（築山弘知・工藤弘道）
- 百獣マダム（松尾魂・山口秀明）
- 6年黄組（長瀬弘人・阿部慎也）
- ひすいらん（藤原慎平・前原涼太）
- きついとこいけ（きついゆうき・小池おじさん）
- うつけもの（井手口史也・中村京平）
- トップガン（あらしゅん・たいち）
- きをつけ（マッツ・イブニング・ミッツ・ショータイム）
- シャンシャン（立田慎之助・光達）
- よんぶんのさん（三島拓也・堀内朋也・渡邊けいすけ）
- タチェット（むね・けんた）
- ゴールデンボイス（たむたむ・やまかつ）
- 牛鬼（田中すけきよ・ふるや）
- もののけの迷い家（上田遼馬・川口英之）
- 京ぎつね（石川三郎・みうら民族）
- らんちゅう（喜助・なるみ）
- ぎゅうき（田中すけきよ・ふるや）
- チンクルホイ（八木謙太・シロウ）
- フレンキー（酒井隆通・若林凌平）
- ミラージュ（世界のthe三浦・颯太サンライズ）
- アカランドセル（真ん中は中田・多和田芸能学校）
- またの名はドラゴン（工藤・ももこ）
- 大盤振舞（畑中・ぞえ）
- 億万ドルチェ（えのき・ケント・フォルティッシモ）
- ギンセカイ（早川いずみ・清水こうせい）
- JPOP（佐東所長・小次郎）
- シャラフー（駒沢・なんとー）
- スーパーカンブリパンチ（ヨイチ・タイアップ中村）
- 二阜（やなぎ・あおき）

ピン芸人
- ホリ
- イマニヤスヒサ
- 河口こうへい
- ジャッキーちゃん
- モリタク!
- 神谷ウメボシ
- 金澤TKCファクトリー
- 大嶋洋介
- 真鍮
- セキ・ア・ラ・モード
- てる
- マツシタ
- 松野でたらめ

### 女性タレント
グループ
- クワバタオハラ（くわばたりえ・小原正子）
- たんぽぽ（川村エミコ・白鳥久美子）
- あまえんぼうポラリス（斉藤れいな・みうらちっち）

ピン芸人
- メルヘン須長
- 桜花（元トリコロール）
- ハリウリサ
- 沙羅
- アイドル鳥越（元HENHEN事変）
- ちなてい（元危険物てぃらてぃら）
- 安西オサム（元アイリー）
- きのこちゃん
- マミモンシンテターゼ
- 里さくら

### 男女グループ
- 清姫（あすか、どんぶりのミコト）

### 業務提携
- 渡辺正行
- 三上丈晴
- マック鈴木
- パシンペロンはやぶさ
- チェリー吉武
- ユーマ
- ショウガールズ（野中美智子・西尾まう・沢辺りおん・山咲まりな・安森あや那・根本羽衣・東坂みゆ・ゆうな。）
- 青木隆治

以上のうち、ホリ、河口こうへい、ジャッキーちゃん、沙羅、メルヘン須長、ハリウリサの、ものまねを持ちネタとして活動している芸人たちは「ホリプロコムものまね軍団」として一緒に活動することも多い。

### 過去の所属タレント
- 底ぬけAIR-LINE
- 坂道コロンブス
- 魚でF
- 長井秀和（現在はタイタンを経て、東京都西東京市議会議員）
- 二宮優樹（現・松阪ゆうき）
- プロペラZ（キーボー君・岩沢たけし）
- ロビンソン（森山パンタ）
- ビーム（吉野誠）
- キャラメルクラッチ（松田美帆子）
- ダルメシアン（平井奨）
- コンツ（村上理・永尾宗大）
- アビリティモンキー（永井塁）
- JJポリマー（大森よしき、深堀圭太）
- 末高斗夢[6]
- 自然隊（大平真悟・新村明）[7]
- 天然超ズ脳（松本哲也・中原良）
- ジェット☆キッズ（竹内康晃・浅見達也）
- Aランチ（萩原圭介・高橋和之）
- ライオンヘッド（澤智彦・藤江純・長谷川亮）[7]
- くりきんとん（渡部佳恵・今井富美）
- メロンソーダ（林本啓祐・松本和也）[8]
- ワイルド（三藤真巨・日高雅之）
- 阿部今田
- パシンペロン（岡ちゃん）
- 法薬女子大学（中村まいこ・古川かずな）
- ジャガーズ（ちーやん・ジャガーともひろ）[7]
- 村田渚
- くつ下一足二足（新井正則・橋詰祥佳）
- 小僧（野元慎吾・小野純平）
- 未体験ゾーン（上中京・山田博紀）
- アンリミテッド（正木国明・みつしま陽一）
- ハッピークローバー（町和也・磯山健太）
- ORIE[9]
- メグちゃん[10]
- 内田桂子（ウッチィ）[10]
- キッチンパーク[11]
- ザ・アンモナイト（安達しほり・よしこさん）[12]
- まちだあきこ
- 印度の林檎[13]
- コンツ（勝又誉文）
- D&D（原田大輔・浅田大介）
- 高円寺パルサー（金子裕紀、橋本尊史[14]）
- ロデオボンズ（伊里優介・齋藤政幸）
- フレンチトースターズ（原由人・半田晶也）
- えこえご（酒井善政・たお）
- マギー直樹
- シマシマ
- かいわれ（市川太一・北村洋平）
- ガルウィング（鈴木俊久・柴田嘉孝）
- ランチランチ（ラリゴ・海野孝太）[15]
- マンマミーヤ  （いたる・トモ）
- プラント（村石友次・皆川真也）
- そんぐば〜ど（今宮幸雄）
- ライオンキッド（悉知正裕・斉藤大樹）[16]
- ブルドックマン（清水兄貴・清水喬太・藤田考紀）
- トリコロール（梨花（前田友理香）・風花）
- スカイラブハリケーン（滝本友樹・桜井宗忠）
- オレンジサンセット（岡田康太・下村達也）[17]
- シーランド（関谷迅市）
- チェリー☆パイ（かっすん）
- アップルパイン（もりまい・みほ[18]）
- アキラボーイ
- ちょりママ
- ACHOU
- カルマライン（小久保勇佑）[19]
- 知念（屋嘉隆馬、しょーり）[20]
- つぼます（益戸敏気・大坪康之）[19]
- 真夜中クラシック（高橋佑介・タケイユウスケ）[21]
- あま福（鈴木浩之）[22]
- マイペース（田口秋光・相馬拓斗）[23]
- 青猿（有馬博志・正野宗一郎）[24]
- 超ヘルメット（長瀬弘人・大嶋洋介・阿部慎也）[25]
- 無戦RUN（阿部篤史・武田大知）[26]
- グリーンランプ（今西淳・中村元紀）
- カンザクラ（松村真暉・森田信哉）
- ハイスクール（宮田康平・高田康平）[27]
- メッツ（笹山理・益田郁弥）[28]
- ヤングウッズ（やまぐち・山城）[29]
- もんきーちゃんねる（中西雅季・菊地拓真）[30]
- レオン（八木隆宜・石部朋大）[31]
- やんちゃぼうず（下村のりふみ・佐藤貴臣）
- パープル（トミー藪内・村田しゅう）
- ベビーシムズ（加藤悠太・じつもり）
- アルゴンキン（山口ヒデアキ・坂本周平）
- ルービック（相模将）
- シロセリカ（ズッキーニ鈴木・ゆきんこ）
- 10サイズ（熊谷駿・北岸亮）
- アストロインク（重田進之介・小畑貴由）[32]
- くちびるケチャップ（稲嶺盛一郎・崎間康司）[33]
- バンブーン（作本将悟・門永祥吾）[32]
- ブランドアップ（軽部毅・西尾美恵）[34]
- よいち（之助・あんちゃん）[35]
- ヒデヨシ（ゆうき・岡本知己）[36]
- HENHEN事変（おおのまりあ）[37]
- キャメロン（コンドル上杉）[38]
- 少年マングース（小野里晋之介・はまめ）[39]
- スペシャルワン（柳原聖・鈴木祐介）[40]
- ホタテーズ（後藤亮介）[41]
- ダブルブッキング（川元文太・黒田俊幸）[42]
- シュテンドウジ（大清水ツアー・上田遼馬）
- タナバター（ヒグティー・おしみず・kishin）
- んじゃら同盟（濵田慎平・本田優輝）
- アイリー（田口秋光、安西オサム）
- トラタイガー（嶋田康平・片岡亮太）
- 金色ウーパー（いなり・永田関西弁）
- 一閃ライダー（伊藤章人・五月雨太郎）
- フェードロー（甲斐田良太・門田龍馬）
- ヴァンパイアリゾット（そーし・さとし）
- ブギープレデターズ（栗原竜馬・森岡廉）
- チングーズ（Basco・間中涼太）
- キック
- インコさん（元JJポリマー）
- 鈴木颯人（元そんぐば〜ど）
- 石山雄一
- チーズボーイ（元あま福、元シーランド）
- トラ・オーヤマ
- メロディーきみえ
- あだちあさみ
- GO（元妄想テレポート)
- まんざらでもねぇ（涼平・将平、業務提携）
- シウマ（業務提携、スターダストプロモーションへ移籍）
- 松田幸起[43]
- 早川知里（元危険物てぃらてぃら）
- フール（水島優輝・久保貴明）
- ミーナ（喜助・ATSUSHI）
- 魔族（マゾちゃん・サドヤマエス）
- サーカス赤坂
- 無一文ランナーズハイ
- 日焼寿司
- てるしょいサーカス（わっしょい後藤・てる）
- まーな
- 戦慄のピーカブー（いしはらあゆむ・渋木プロテインおやじ）
- パンプキンポテトフライ（谷拓哉・山名大貴）
- 坂本周平
- ドロンコへいや
- 熊ヶ家だんご
- 緑ヶ丘（矢吹勇人・リョータ・石塚幸太郎）